# Modelo del Big Push
La teoría o modelo del Big Push es una propuesta en la economía del desarrollo o la economía del bienestar que afirma que todo lo que un país requiere para entrar en un periodo sostenido de Crecimiento económico autogenerado es un programa de inversión masiva diseñado para promover industrialización y construcción de infraestructura.
La propuesta original fue hecha por Paul Rosenstein-Rodan en 1943 y generalmente aceptada, lo que llevó a un gran auge en programas de ayuda para el desarrollo. (ver Bibliografía más abajo)
Sin embargo, se alegó que las políticas no produjeron el resultado generalmente esperado lo que llevó a su fuerte cuestionamiento.
Posteriormente —comenzando en 1986— una variedad de autores revisitaron la propuesta. Entre ellos se destacan Romer (1986);  Murphy, Shleifer y  Vishny en 1989; Krugman (1991) y Matsuyama (1992).
Esta renovación se basa en la revaluación de la propuesta original. Rosenstein-Rodan propuso que para que el crecimiento tuviera éxito «debe haber, como minino, varios proyectos de inversión en industrias diferentes a fin de asegurar un aumento de los  retornos a escala a partir de las indivisibilidades en la producción» (Rosenstein-Rodan, op. cit.).
En la reinterpretación esto se ve como implicando:
- a) la existencia de  complementariedad entre esos sectores económicos (a fin de generar y aprovechar sinergia).
- b) un mercado capaz de absorber el aumento en la producción.
- c) un alto nivel de “ayuda de inversión” sobre un periodo sostenido, que se reduce de manera paulatina en la medida que es reemplazado por inversión privada.

( y potencialmente d: algunos, pero no todos, agregan otro elemento: un sistema institucional capaz de administrar eficientemente la ayuda/inversión)
Se ha alegado que “los países recién industrializados del Este de Asia, en particular la República de Corea y Taiwán, fueron los primeros ejemplos de un Big Push con éxito. En el primer caso, la ayuda aumentó considerablemente desde la década de 1950 alcanzando un máximo en 1957 a cerca de 400 millones de dólares antes de caer fuertemente en la década de 1960 y descendiendo a partir de entonces con más suavidad. Como proporción del PIB, la ayuda alcanzó su punto máximo a finales de 1950 en un 20 % del PIB, lo que permitió a la inversión a superar el ahorro interno por unos 7 puntos porcentuales y cubrió cerca del 90% de la factura de las importaciones. Estas cifras comenzaron a descender de forma pronunciada en la década de 1970 gracias a crecimiento económico sostenido, antes de desvanecerse en la década de 1980. El significado completo de la ayuda puede ser medida por el hecho de que los casi US$ 6 mil millones en ayuda económica a Corea del Sur entre 1946 y 1978 fue solo ligeramente inferior a la ayuda total ($ 6.89 millones de dólares) a todos los países de África en el mismo período. Un patrón similar se puede encontrar en Taiwán, donde la ayuda alcanzó su punto máximo a mediados de la década de 1950,”
Así, el Big Push se concibe en el presente como una teoría del desarrollo económico simultáneo en varios sectores. Se espera que la escala del desarrollo reduzca las divergencias entre los sectores privado y sociales/públicos. En el artículo de Murphy et al. (1989) se hace un vínculo específico entre la eficiencia del sector industrial en relación con el tamaño del mercado interno (que a su vez depende en parte del gasto estatal/social) a través de varios mecanismos monetarios y las difusiones de ganancias a través de lo cual la creciente industrialización de un sector aumenta la demanda de otros productos manufacturados, haciendo la producción a gran escala más atractiva. Adicionalmente, la industrialización de un sector crea una demanda interna para sus productos, iniciando así una expansión del mercado y aumentado la eficiencia económica, debido a las indivisibilidades.
De acuerdo a Ha-Joon Chang, la política del Big Push necesita ser coordinada con otros elementos a fin de ser exitosa (ver Planificación indicativa). Entre esos elementos destacan:
- a) Promoción de exportaciones.
- b) Inversiones en el desarrollo de capacidades en la fuerza de trabajo.
- c) Inversión en infraestructura.
- d) Por lo menos alguna medida de proteccionismo.[7]

Esto ha llevado a análisis y propuestas que se centran en el papel que los “mecanismos comerciales” juegan en la propuesta del Big Push. Generalmente se considera que, si bien el papel del Estado es indispensable "en ciertas etapas" tiene límites a plazo más largo

## Big Push y teoría de juegos
Considérese ,el aumento en la producción de cualquier empresa. Empresas invierten a fin de aumentar la producción, pero no lo hacen a menos que tengan buenos motivos para pensar que ese aumento corresponderá a un aumento en la demanda tal que compensara ese esfuerzo con mayor ganancia, si no, no solo el incremento en el esfuerzo no es compensado sino que pueden haber perdidas, tanto en costes de oportunidad pero también “reales” en que lo producido puede no ser vendido.
Ahora, considérese la situación de dos o más empresas que produzcan algunos bienes complementarios. Esas empresas podrían estar en una situación en la cual podrían invertir a fin de aumentar la producción. Pero no lo harán a menos que tengan buena razón para pensar que habrá un aumento en la demanda. Pero ese aumento en la demanda depende, para bienes complementarios, en el incremento en la producción de otras empresas. Consecuentemente, es probable que cada una independientemente no aumente su inversión/producción a menos que la otra lo haga primero.
Lo anterior se puede resumir en las palabras de Krugman (1991): «La voluntad de invertir de las empresas depende de sus percepciones que otras empresas harán inversiones, así que el papel de una política de desarrollo es crear la convergencia de expectativas acerca de (que habrá) un alto nivel de inversiones».
Esa situación es amenable a representación y análisis a través de la teoría de los juegos, específicamente, de los llamados “juegos de cooperación o coordinación”. (en el sentido que esos juegos representan situaciones que reflejan falta de coordinación o fallas de información entre los participantes que llevan a un Ambiente de incertidumbre).
La situación, en general, puede ser considerada como una en la cual hay varias (dos o más) situaciones de equilibrio que pueden ser ordenados de acuerdo al criterio de óptimo de Pareto. En un sistema descentralizado no hay incentivos para que cualquier empresa por sí sola aumente su producción, dado que asumirá que otras empresas continuaran actuando como lo están haciendo. (Esto es descrito como decisiones interdependientes. Y es una de las razones por las cuales no se puede asumir que una situación estable (equilibrio) llevara a un óptimo de acuerdo a Pareto, o, más en general, a un incremento en el eficiencia económica del sistema, excepto en el sentido de ser estable)
La situación puede ser visualizada, en su forma más simple, de la siguiente manera:
|          |             | B           | B | B   |
| Invierte |             | No invierte |   |     |
| -------- | ----------- | ----------- | - | --- |
| A        | Invierte    | +,+         |   | -,= |
| A        |             |             |   |     |
| A        | No invierte | =,-         |   | =,= |

(Tanto empresa A como B pueden mantenerse como están, en cuyo caso no hay cambio ( =, =) Una puede mantenerse como esta (no experimenta cambio) la otra aumenta producción, pero, dado que no hay aumento en la demanda, experiencia una pérdida (-). Ambas aumentan la producción, y aumentan sus ganancias (+,+)
De la figura es obvio que la situación en la cual ambas empresas aumenten su producción es óptima. Pero es también obvio que no hay incentivo —pero por lo contrario, un riesgo— en ir a esa situación. Igualmente obvio, la solución es un aumento simultáneo.
Teóricamente el problema se podría resolver a través de un acuerdo o contrato entre las empresas. Pero -especialmente en el caso de un grupo de varias empresas- la implementación fiel y razonable de ese acuerdo/contrato sería difícil y costoso de establecer y comprobar. Esos costos de transacción llegan a ser considerables si se considera la economía de un país. Y requieren adicionalmente un sistema judicial eficiente, que no siempre es el caso. La participación del estado, ya sea invirtiendo directamente, garantizando la inversión de otros o, incluso, organizando conglomerados y/o fusiones y adquisiciones tiende a resolver esos problemas. En su análisis de esta situación, Murphy et al (op. cit) sugieren que "los bancos" pueden cumplir ese rol de coordinación. Sin embargo, se ha notado que para hacer eso es necesario que cualquier banco o grupo debe A: tener una situación por lo menos oligopolica en relación con fondos de inversión (a fin de estar en la situación de realmente coordinar) y B: tenga el suficiente capital de inversión y/o riesgo como para financiar una masa crítica de inversiones a través de muchas empresas en un país o región, lo que, en la práctica, no se ha observado a menudo en bancos privados.

## Citas y referencias
1. ↑   Michael P Todaro (1997) “Economic Development”.- Longman - London and New York.
2. ↑   Por ejemplo: William Easterly (2005) Reliving the 50s: the Big Push, Poverty Traps, and Takeoffs in Economic Development (Center for Global Development).
3. ↑   EL documento de la UNCTAD Doubling Aid: Making the Big Push work provee una visión general de estos desarrollos.
4. ↑   Por indivisibilidad se entiende la característica o naturaleza de ciertos factores de producción o productos básicos de ser adquiridos y utilizados solamente en cantidades discretas, aumentando o disminuyendo en cantidades fijas. A diferencia de, por ejemplo, energía o de materias primas líquidas, que son, en principio, divisibles en cualquier cantidad, un bien de capital o un trabajador calificado están disponibles sólo en una cantidad mínima, de tamaño constante. Estas indivisibilidades son responsables de muchos costos fijos en el corto plazo y dan origen a economías de escala.
5. ↑   Por ejemplo: Todd Moss, Gunilla Petterson y Nicolas van de Walle, 2005: The Aid Institutions Paradox: Long-Term Costs of High Aid Dependency.
6. ↑   UNCTAD Doubling Aid: Making the Big Push work p. 31.
7. ↑  Ha-Joon Chang: [biblioeconomicus.googlepages.com/Chang-Outlineforprotectionismandecon. pdf Outline for Protectionism and Economic Development].
8. ↑  por ejemplo: Vitor Trindade: The big push, industrialization and international trade: The role of exports.
9. ↑   CARLOS RUFÍN y ISHTIAQ P. MAHMOOD (2002): FROM BIG PUSH TO BIG PULL: THEORY AND EVIDENCE / DEVELOPMENT AND PUBLIC POLICY: A STILL OPEN DEBATE.
10. ↑   Cooper, R. and A. John (1988), ‘Coordinating Coordination Failures in Keynesian Models’, Quarterly Journal of Economics, 103, August.
11. ↑  Avner Greif (1997): Economic History and Game Theory: A Survey Archivado el 15 de julio de 2010 en Wayback Machine..
12. ↑   Chang, H-J (1999), ‘The Economic Theory of the Developmental State’, in ‘The Developmental State’ – Ed M. Woo-Cumings (New York, Cornell University Press).
13. ↑   Catherine de Fontenay (2004): “The Dual Role of Market Power in the Big Push: from Evidence to Theory.” Journal of Development Economics, October 2004, 75(1), 221-238.